# Magnetdiode

Schaltzeichen einer Magnetdiode

Die Magnetdiode ist eine Diode, deren Widerstandswert durch ein äußeres Magnetfeld geändert werden kann.
Sie beruht auf einem besonderen Magnetoresistiven Effekt, der sich vom Halleffekt und den Effekten in ferromagnetischen Schichten unterscheidet.

## Aufbau
Magnetdioden sind Germanium-Halbleiterbauteile. In ein Ende eines Germaniumquaders wird eine n-Zone, in das andere Ende eine p-Zone eindotiert. Dazwischen liegt eine verhältnismäßig große undotierte Zone (siehe auch pin-Diode) Diese Zone besitzt eine sehr geringe Leitfähigkeit (Eigenleitfähigkeit, i-Leitfähigkeit). Eine Randseite dieser Zone wird so verunreinigt, dass dort eine sogenannte Rekombinationszone (R-Zone) entsteht. Diese R-Zone „schluckt“ Ladungsträger. Der fertige Quader wird nun mit Kontakten versehen und in ein Gehäuse eingebracht. Oft kommen zwei Diodenkörper in ein Gehäuse, da Magnetdioden oft als Doppeldioden eingesetzt werden.

## Funktion

Aufbau einer Magnetdiode

Wenn auf die Magnetdiode ein magnetisches Feld einwirkt, werden die Elektronen, je nach Polarität des Feldes, aufgrund der Lorentzkraft zur oder von der R-Zone weg gedrängt. Ladungsträger die in die R-Zone geraten werden, von dieser „geschluckt“ und verursachen dadurch einen Elektronenmangel. Durch diesen Elektronenmangel entsteht eine hochohmige Sperrschicht. Über die magnetische Flussdichte B wird die Rekombination, und damit auch die Widerstandsänderung, gesteuert. Je höher das Feld, desto mehr Elektronen verschwinden. Daraus folgt eine Erhöhung des Widerstandes.
Magnetdioden sind sehr temperaturabhängig.

## Anwendungen
- Drehzahlmessung

## Hersteller und Modelle
- Telefunken Magnetdiode AHY 10